# Zašová
Zašová – gmina w Czechach, w powiecie Vsetín, w kraju zlińskim, nad rzeką Dolną Beczwą. Według danych z dnia 1 stycznia 2012 liczyła 2956 mieszkańców.
Dzieli się na dwie części:
- Zašová
- Veselá